# Lioubov Timofeïeva
Pour les articles homonymes, voir Timofeïeva.
Lioubov Borissovna Timofeïeva (en russe : Любовь Борисовна Тимофеева, née à Tchkalov le 7 mars 1951) est une pianiste russe.

## Biographie
Lioubov Timofeïeva entre à l'École centrale de musique de Moscou à sept ans. Puis à quatorze, elle est reçue au Conservatoire de Moscou où elle travaille le piano avec Iakov Zak, jusqu'à son diplôme en 1973. Entretemps, elle participe et remporte le concours de Prague 1966 ; en 1968 elle remporte le troisième prix au concours de Montréal et l'année suivante le concours Marguerite Long à Paris. Son professeur disait d'elle « Le piano de L. Timofeïeva est inspiré, ailé, artistiquement juste. C'est un piano pétillant, à la splendide rythmique, avec un vif sentiment d'urgence, ce qui rend possible la gestion irréprochable de la matière sonore. »
À partir de 1991, Timofeïeva a travaillé en Croatie, au Japon (Yokohama) et en France.

## Distinction
- 1987 : artiste émérite de la fédération de Russie.

## Discographie
Depuis 1973, Timofeïeva a enregistré pour Melodiya, Deutsche Grammophon, Ariola, Victor et Voice of Lyrics, plus de 40 disques consacrés aux classiques russes : Glinka, Arenski, Tchaïkovski, Rachmaninoff, Prokofiev et Chtchedrine ; aux classiques viennois : Mozart, Haydn (intégrale des sonates), Beethoven ; aux grands romantiques  : Chopin et Mendelssohn (concertos)...
Piano
- Bonis, Œuvres pour piano (1998, Voice of Lyrics VOLC341) (BNF 38529839)
- Chopin, Études (1985, Melodiya) (OCLC 759855164)
- Chopin, Études (mars 1998, Voice of Lyrics) (OCLC 658711529)
- Farrenc et Agathe Backer Grøndahl - Œuvres pour piano (20 mars 1999, Voice of Lyrics VOLC321) (OCLC 213047153)
- Haydn, Sonates pour piano (1981, LP Melodiya)
- Haydn, Sonates 19, 21, 22, 43, 45 (Olympia) (OCLC 154135108)
- Tailleferre - Pièces pour piano (17 septembre 1996, Voice of Lyrics VOLC331) (BNF 38374768)

Musique de chambre
- Glinka, Trio pathétique - Vladimir Sokolov, clarinette ; Sergei Krasavin, basson (1981, Le Chant du Monde/Harmonia Mundi) (OCLC 20122481)
- Glinka, Sonate pour alto (trans. pour clarinette) - Vladimir Sokolov, clarinette (1982, LP Melodiya)
- Prokofiev, Sonate pour violoncelle et piano, op. 119 - Igor Gavrysh, violoncelle (1978, LP Melodiya S10-08677/78) (OCLC 80634525)
- Tchaïkovski, Trio op. 50 - Maxim Fedotov, violon ; Kirill Rodin, violoncelle (avril 1990, Le Chant du Monde) (OCLC 80303707)

Musique concertante
- Arenski, Fantaisie sur des thèmes de Ryabinin, op. 48 pour piano et orchestre - Orchestre symphonique d'URSS, dir. Evgueni Svetlanov (1987, LP Melodiya) (OCLC 26128446)
- Weber, Konzertstück, op. 79 ; Haydn, Concerto en ré majeur - Orchestre du théâtre du Bolshoï, dir. Fuat Mansurov (LP Melodiya) (OCLC 780790141)